# 吉米·亨德里克斯体验乐队
吉米·亨德里克斯体验乐队（英語：The Jimi Hendrix Experience）是一支英国-美国摇滚乐队，于1966年9月在伦敦组建。乐队成员有主唱兼吉他手吉米·亨德里克斯，贝斯手诺埃尔·瑞丁和鼓手米契·米切尔。瑞丁于1969年6月退出后，亨德里克斯与米切尔继续合作。1970年，体验乐队重组，由比利·考克斯担任贝斯手。同年9月，亨德里克斯去世。瑞丁和米切尔分别于2003年和2008年去世。
体验乐队对摇滚乐的发展影响深远，乐队门面亨德里克斯的吉他技艺、风格及个人魅力都非常著名。乐队的三张录音室专辑（1967）、（1967）和（1968）都进入了《滚石》杂志“史上最伟大的500张专辑”榜的前100位。1992年，该乐队被引入摇滚名人堂。